# Метало
Метало (на английски: Metallo) е измислен персонаж, злодей на „ДиСи Комикс“. Той е враг на Супермен. Първата му поява е в „Action Comics“ (брой 252) през май 1959 година. Неговото истинско име е Джон Корбен (на английски: John Corben). В Супермен: Анимационният сериал е озвучен от Малкълм Макдауъл. В Лигата на справедливостта и Лигата на справедливостта без граници се озвучава от Кори Бъртън. В Батман (The Batman) се озвучава от Лекс Ланг.